# تأثير ضوئي جهدي

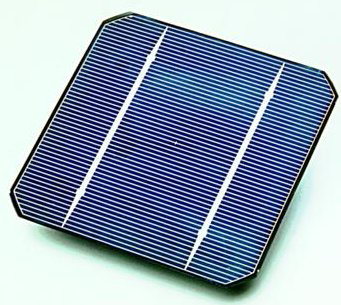

تأثير ضوء جهدي (بالإنجليزية: photovoltaic effect)‏ ينتج جهدا كهربائيا أو تيارا كهربائيا مباشرة من الضوء . توجد مواد باستطاعتها تحويل أشعة الضوء مباشرة إلى جهد كهربائي. ورغم أنه يوجد تشابه بين التأثير الكهروضوئي والتأثير الضوء الجهدي إلا أنه يتحتم التفرقة بينهما . ففي التأثيركهروضوئي تتحرر إلكترونات من المادة تحت تأثير أشعة ضوئية ذات طاقة معينة . ويختلف التأثير الضوء جهدي عن ذلك في أن الإلكترونات المتحررة تنتقل من مادة إلى مادة أخرى بحيث ينتج عن ذلك فرقا في الجهد بينهما .
يكمن استغلال التأثير الضوء الجهدي بصفة أساسية في تحويل أشعة الشمس بواسطة خلايا ضوئية إلى طاقة كهربائية. ففي حالة خلية شمسية من نوع وصلة p-n ينتج تيار كهربائي عندما تنتقل الإلكترونات المتحررة والفجوات في اتجاهين متعاكسين بحيث ينشأ عن ذلك مجالا كهربائيا وفارقا في الجهد .

## اقرأ أيضا
- نظام الفولتية الضوئية المركزة الحرارية
- قوة شمسية
- الخلايا الكهروضوئية المركزة
- خلية شمسية
- خلية ضوئية جهدية متعددة الوصلات
- ظاهرة كهروضوئية
- لوح ضوئي
- لوح ضوئي جهدي
- محطات طاقة شمسية جهدية
- محطة ستراسكيرشن الشمسية